# 忠英祠
22°25′09″N 120°34′31″E / 22.419088°N 120.575284°E
忠英祠，是位於臺灣屏東縣佳冬鄉玉光村的忠烈祠與義民廟，祭祀振字、福靖兩營清朝官兵、步月樓之役的士兵與義勇。

## 歷史

### 清治時期
牡丹社事件後，沈葆楨推行開山撫番政策下，台灣鎮總兵張其光指派李光於同治十三年（1874年）統領振字、福靖兩營清官兵駐紮石頭營(枋寮)，設番學校，石頭營聖蹟亭(敬字亭)。光緒五年（1879年）盛秋，振字、福靖兩營官兵開山修闢三條崙古道時遭逢颱風，許多官兵死於山洪暴發。事後李光將其與戰死、病死者一同葬於今佳冬鄉玉光村，取名「忠英祠」加以祭祀，還立碑書寫：「皇清振字福靖開山陣亡病故員兵弁勇丁神位」。當他秋祭後調回原鄉廣西蒼梧，託付其幕僚蕭清華及其後代在中元節繼辦祭祀。
之後百年來，蕭家後代子孫在每年中元節，均備妥三牲四禮予以祭祀，始終未中輟，重修整建數次。此祠歷任管理人蕭秀春、蕭信棟、蕭恩鄉、蕭秀利、蕭秀淮、蕭義雄等人。

### 日治時期

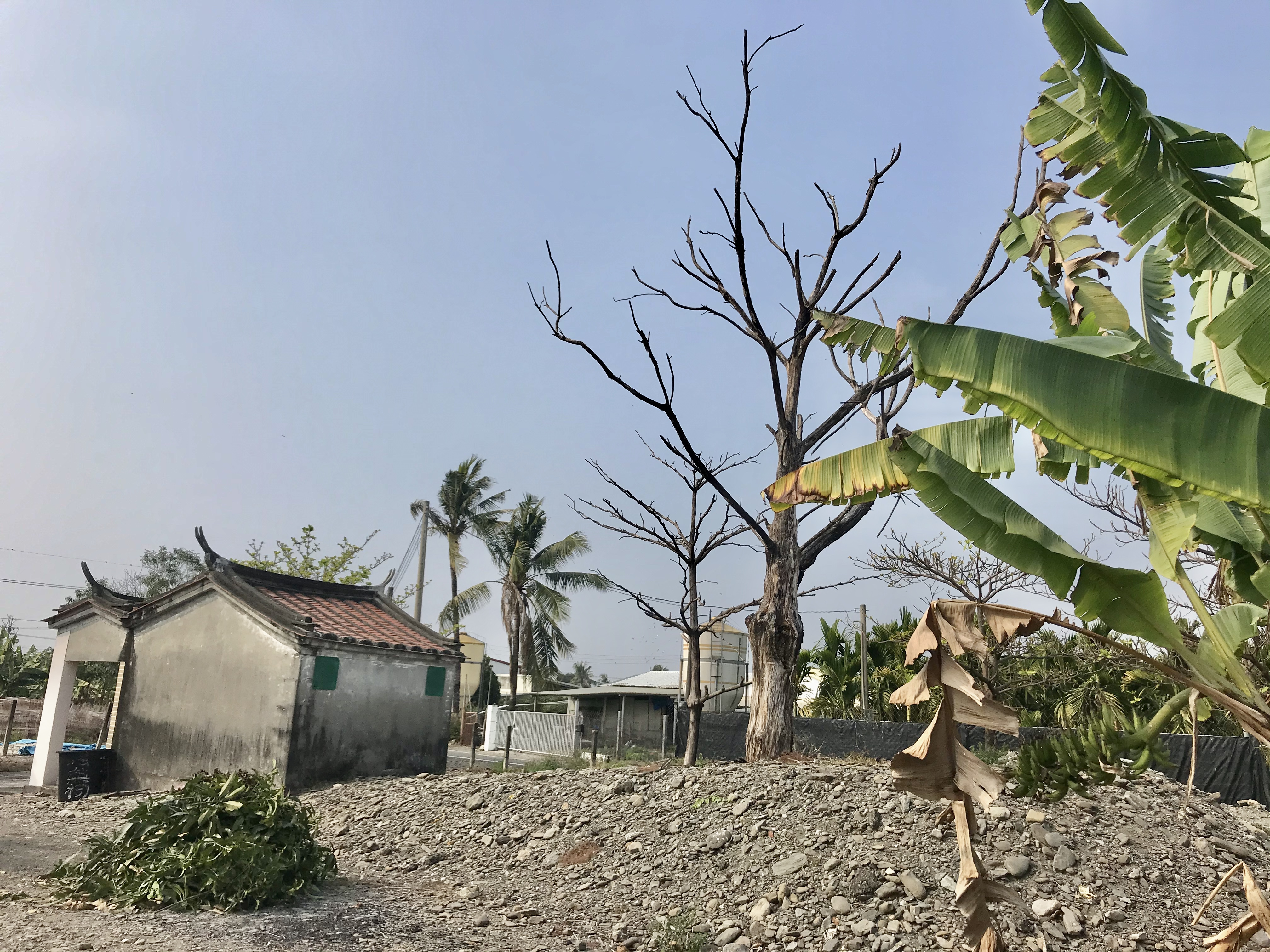
忠英祠墓塚

步月樓之役，戰死的六堆義勇與和日本兵，由蕭光明及地方士紳收埋，並該祠合祀。日本政府將此祠依《史蹟名勝天然紀念物保存法》列為台灣各州廳指定史蹟及天然物保存名單，加以保護。
後來日本人在佳冬修築軍用機場，不動此祠，還派人參加祭典，與日本軍方的忠魂碑合併舉行祭祀。

### 戰後時期
1984年，蕭義雄任內將土石磚造建物，改為鋼筋混凝土造建築。2003年，蕭姓家族成立名為「國定三級古蹟蕭家祖屋管理委員會」的組織，決議接管忠英祠事務。
此祠占地達800多平方公尺，處於四周養雞場林立的原野中。在2004年報導時，前廣場淪為養雞戶曝曬雞糞，環境衛生髒臭不堪。 蕭義雄表示會申請鑑界丈量、籌措經費建造圍牆，避免類似養雞戶曝曬雞糞情事發生，並將爭取成立社區公園、加強四周綠美化，以作為休憩場所、六堆客家教學場所。

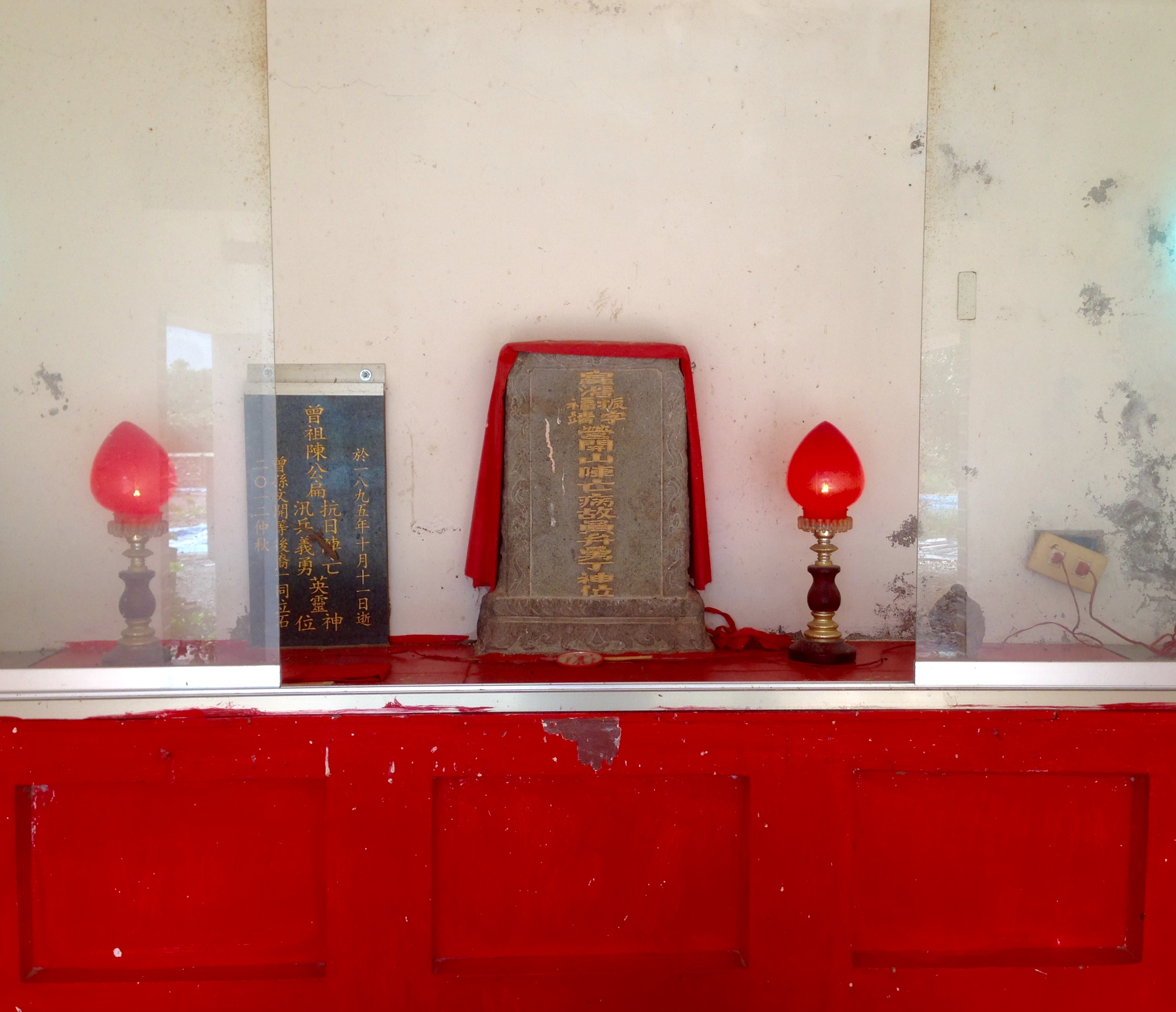
振字、福靖營官兵的牌位，以及陳文開為曾祖陳扁所立的牌位。

2012年8月31日，中元節，一名祖厝在阿緱廳港東上里五魁寮庄的潮州鎮七旬翁陳文開來此祭拜，表達多年後才知道擔任清朝汛兵、步月樓之役陣亡的曾祖父陳扁並沒安葬在祖墳，經一年探訪、找尋史料後，方知曉被收埋在此祠。同天祭拜時，佳冬鄉道士湯文堅說有一位自稱十九歲時於步月樓之役戰死的日本兵託夢，想找在日本九州的親人，因此六堆觀光協會理事長葉正洋、西日本新聞社台北支局長佐伯浩之皆幫忙協尋。